# Deutscher Ju-Jutsu-Verband
Der Deutsche Ju-Jutsu Verband e. V. (DJJV) ist ein Spitzensportverband mit dem Ziel, die deutsche Selbstverteidigung Ju-Jutsu und die traditionelle japanische Selbstverteidigung Jiu-Jitsu zu verbreiten und zu pflegen. Er dient als Dachverband und nationale Vertretung von insgesamt 17 Landesverbänden, auf internationaler Ebene gehört er zum Weltverband Ju-Jitsu International Federation (JJIF) und zum europäischen Verband Ju-Jitsu European Union (JJEU). Gewaltprävention, Selbstbehauptung, Sicherheit und die Vermittlung von Budo-Werten stehen im Zentrum des Handelns des DJJV. Das Motto des Verbandes ist „Ju-Jutsu – Mit Sicherheit Lebensgefühl“.

## Struktur des Verbands
Dem Deutschen Ju-Jutsu Verband e. V. sind insgesamt 17 Landesverbände untergeordnet: Baden, Bayern, Berlin, Brandenburg, Bremen, Hamburg, Hessen, Mecklenburg-Vorpommern, Niedersachsen, Nordrhein-Westfalen, Rheinland-Pfalz, Saarland, Sachsen, Sachsen-Anhalt, Schleswig-Holstein, Thüringen, Württemberg. Die Landesverbände sind wiederum als Landesdachverband für die jeweiligen Bezirksverbände oder Ortsvereine zuständig.

## Geschichte
Ju-Jutsu wurde im Jahr 1969 durch das Deutsche Dan-Kollegium erstellt. Anfänglich war die neue Selbstverteidigungssportart unter dem Dach des Deutschen Dan-Kollegiums und des Deutschen Judobunds beheimatet. Am 20. Oktober 1990 wurde der Deutsche Ju-Jutsu Verband e. V. als eigenständiger Verband gegründet und fungiert seitdem als Dachverband für die Sportart Ju-Jutsu. Seit 1991 ist der Spitzensportverband Mitglied im Deutschen Sportbund (heute: Deutscher Olympischer Sportbund).
Bei der Mitgliederversammlung am 6. November 2004 wurde beschlossen, zukünftig auch Jiu-Jitsu Vereine in den Verband aufzunehmen. Dies beinhaltete ebenfalls eine eigene Jiu-Jitsu-Prüfungsordnung. Damit ist der Verband auch einer von mehreren Dachverbänden für die Kampfkunst Jiu-Jitsu.
Der Deutsche Ju-Jutsu Verband e. V. ist in Deutschland seit 2014 ebenfalls vertretungsberechtigt für die Disziplin Brazilian Jiu-Jitsu (Ne-Waza/Bodenkampf) im DOSB. Der Bodenkampf war schon seit je her ein großer Bestandteil innerhalb des Ju-Jutsu. Im Leistungssport setzte sich diese Disziplin international bei der JJIF (Ju-Jitsu International Federation) durch und somit begann auch im Deutschen Ju-Jutsu Verband e. V. eine Forcierung und Vertretung dieser Sportgruppen.

## World-Games-Sieger
Die World Games werden als Olympiade für nicht-olympische Sportarten angesehen und finden aller vier Jahre statt. Sie werden vom Internationalen Verband für Weltspiele (IWGA) unter der Schirmherrschaft des Internationalen Olympischen Komitees veranstaltet.
| Jahr | Ort              | Kategorie                                    | Athleten | Verein |
| ---- | ---------------- | -------------------------------------------- | --- | --- |
| 2022 | Birmingham (USA) | Ju-Jitsu – Fighting – 70 kg Women            | Annalena Bauer | TG 1862 Höchberg |
| 2022 | Birmingham (USA) | Ju-Jitsu – Fighting – 69 kg Men              | Jaschar Salmanow | KSG „Jodan Kamae“ Zeitz                                                                                                   |
| 2022 | Birmingham (USA) | Ju-Jitsu – Fighting – 77 kg Men              | Simon Attenberger | SV Gendorf Burgkirchen |
| 2017 | Wrocław (POL)    | Ju-Jitsu – Fighting – 70 kg Women            | Theresa Attenberger | SV Gendorf Burgkirchen |
| 2017 | Wrocław (POL)    | Ju-Jitsu – National Competition – Team Mixed | Theresa Attenberger Carina Neupert Julia Paszkiewicz Malte Raymund Meinken Andreas Stefan Knebel Tim Weidenbecher Johannes Tourbeslis Roman Apolonov | SV Gendorf Burgkirchen TSV Staffelstein SV Niederroth Budo Club Eckental Kodokan Norderstedt SV Niederroth JJ KSV Rastatt |
| 2013 | Cali (COL)       | Ju-Jitsu – Fighting – 55 kg Women            | Mandy Sonnemann | TKW Nienburg |
| 2013 | Cali (COL)       | Ju-Jitsu – Duo – Team Mixed                  | Dominika Zagorski Tom Ismer | FZC Blau-Weiß Philippsburg                                                                                                |
| 2013 | Cali (COL)       | Ju-Jitsu – Duo – Team Men                    | Dries Beyer Raphael Rochner | Judo-Vereinigung Siegerland                                                                                               |
| 2009 | Kaohsiung (TPE)  | Ju-Jitsu – Fighting – 62 kg Women            | Sabrina Hatzky | 1. Essener Judoclub |
| 2009 | Kaohsiung (TPE)  | Ju-Jitsu – Fighting – 85 kg Men              | Andreas Kuhl | Judo-Vereinigung Siegerland                                                                                               |
| 2005 | Duisburg (GER)   | Ju-Jitsu – Fighting – 70 kg Women            | Sabine Felser | PSV Rostock |
| 2005 | Cali (COL)       | Ju-Jitsu – Duo – Team Women                  | Nadine Altmüller Stephanie Satory | Budo-Club Berlin Budo-Club Berlin                                                                                         |
| 2005 | Cali (COL)       | Ju-Jitsu – Duo – Team Mixed                  | Corina Endele Matthias Huber | FZC Blau-Weiß Philippsburg                                                                                                |
| 1997 | Lahti (FIN)      | Ju-Jitsu – Fighting – 68 kg Women            | Petra Holzhausen | |
| 1997 | Lahti (FIN)      | Ju-Jitsu – Fighting – 62 kg Men              | Jörn Meiners | SV Oberdürrbach |